# Lécousse
Lécousse (en bretó Eskuz) és un municipi francès, situat a la regió de Bretanya, al departament d'Ille i Vilaine. L'any 2006 tenia 2.932 habitants. Limita al nord amb Saint-Germain-en-Coglès al nord-est amb Parigné, Landéan i Laignelet, a l'oest amb Romagné a l'est amb Fougères i al sud amb Javené.

## Demografia
| 1962                                       | 1968  | 1975  | 1982  | 1990  | 1999  |
| ------------------------------------------ | ----- | ----- | ----- | ----- | ----- |
| 1.098                                      | 1.129 | 1.347 | 2.472 | 2.827 | 2.826 |
| Des de 1962: població sense dobles comptes |       |       |       |       |       |

## Administració
| Període | Identitat        | Partit |
| ------- | ---------------- | ------ |
| 1989-   | Bernard Marboeuf | MoDem  |